# Lijst van afleveringen van The Deuce
Dit is een lijst van afleveringen van de Amerikaanse dramaserie The Deuce. De pilot ging op 25 augustus 2017 in première op HBO Go, de streamingdienst van HBO. Zestien dagen later ging de aflevering in première op de betaalzender. Het tweede seizoen van de serie ging in september 2018 van start. In 2019 kreeg de serie een derde en laatste seizoen.

## Overzicht
| Seizoen | Seizoen | Aantal afleveringen | Begindatum        | Einddatum       | Netwerk |
| ------- | ------- | ------------------- | ----------------- | --------------- | ------- |
| 0       | 1       | 8                   | 10 september 2017 | 29 oktober 2017 | HBO     |
|         | 2       | 9                   | 9 september 2018  | 4 november 2018 | HBO     |
|         | 3       | 8                   | 9 september 2019  | 28 oktober 2019 | HBO     |

## Afleveringen

### Seizoen 1 (2017)
Het eerste seizoen speelt zich af in 1971.
| Nr. in serie | Nr. in seizoen | Titel                  | Regie             | Scenario                                    | Uitzenddatum      |
| 1            | 1              | "Pilot"                | Michelle MacLaren | David Simon, George Pelecanos               | 25 augustus 2017  |
| 2            | 2              | "Show and Prove"       | Ernest Dickerson  | Richard Price, George Pelecanos             | 17 september 2017 |
| 3            | 3              | "The Principle Is All" | James Franco      | David Simon, Richard Price                  | 24 september 2017 |
| 4            | 4              | "I See Money"          | Alex Hall         | George Pelecanos, Lisa Lutz                 | 1 oktober 2017    |
| 5            | 5              | "What Kind of Bad?"    | Uta Briesewitz    | Richard Price, Will Ralston, Chris Yakaitis | 8 oktober 2017    |
| 6            | 6              | "Why Me?"              | Roxann Dawson     | Richard Price, Marc Henry Johnson           | 15 oktober 2017   |
| 7            | 7              | "Au Reservoir"         | James Franco      | David Simon, Megan Abbott                   | 22 oktober 2017   |
| 8            | 8              | "My Name Is Ruby"      | Michelle MacLaren | David Simon, George Pelecanos               | 29 oktober 2017   |

### Seizoen 2 (2018)
Het tweede seizoen speelt zich af in 1978.
| Nr. in serie | Nr. in seizoen | Titel                               | Regie          | Scenario                      | Uitzenddatum      |
| 9            | 1              | "Our Raison d'Etre"                 | Alex Hall      | David Simon, George Pelecanos | 9 september 2018  |
| 10           | 2              | "There’s an Art to This"            | Alex Hall      | Richard Price                 | 16 september 2018 |
| 11           | 3              | "Seven-Fifty"                       | Steph Green    | Chris Yakaitis                | 23 september 2018 |
| 12           | 4              | "What Big Ideas"                    | Uta Briesewitz | Anya Epstein                  | 30 september 2018 |
| 13           | 5              | "All You'll Be Eating is Cannibals" | Zetna Fuentes  | Richard Price, Carl Capotorto | 7 oktober 2018    |
| 14           | 6              | "We're All Beasts"                  | Susanna White  | Megan Abbott, Stephani DeLuca | 14 oktober 2018   |
| 15           | 7              | "The Feminism Part"                 | Tricia Brock   | Will Ralston                  | 21 oktober 2018   |
| 16           | 8              | "Nobody Has to Get Hurt"            | Tanya Hamilton | George Pelecanos              | 28 oktober 2018   |
| 17           | 9              | "Inside the Pretend"                | Minkie Spiro   | David Simon                   | 4 november 2018   |

### Seizoen 3 (2019)
Het derde seizoen speelt zich af in 1985.
| Nr. in serie | Nr. in seizoen | Titel                    | Regie          | Scenario                      | Uitzenddatum      |
| 18           | 1              | "The Camera Loves You"   | Alex Hall      | David Simon, George Pelecanos | 9 september 2019  |
| 19           | 2              | "Morta di Fame"          | Susanna White  | Carl Capotorto                | 16 september 2019 |
| 20           | 3              | "Normal Is a Lie"        | Tanya Hamilton | Iturri Sosa                   | 23 september 2019 |
| 21           | 4              | "They Can Never Go Home" | James Franco   | Will Ralston                  | 30 september 2018 |
| 22           | 5              | "You Only Get One"       | Roxann Dawson  | Chris Yakaitis                | 7 oktober 2019    |
| 23           | 6              | "This Trust Thing"       | James Franco   | Stephani DeLuca               | 14 oktober 2019   |
| 24           | 7              | "That's a Wrap"          | Alex Hall      | George Pelecanos, David Simon | 21 oktober 2019   |
| 25           | 8              | "Finish It"              | Roxann Dawson  | George Pelecanos, David Simon | 28 oktober 2019   |